# Alec Empire
Alec Empire (született: Alexander Wilke-Steinhof) német zenész 1972. május 2-án született Nyugat-Berlin Charlottenburg városrészében. Leginkább az Atari Teenage Riot nevű német digital hardcore együttes alapító tagjaként ismert. Rendkívül termékeny énekes, zenész, producer és DJ – több mint száz nagylemezt, középlemezt, és kislemezt adott ki, és több mint hetven remixet készített ismert és kevésbé ismert előadók számaiból. Ő a digital hardcore zenei műfaj megteremtője, és a Digital Hardcore Recording, illetve az Eat Your Heart Out lemezkiadók alapítója.

## Zenei karrierjének kezdete
Wilke nyolcévesen kezdett gitározni. Tízéves korában a rap zene iránti rajongása okán Berlin utcáin kezdett bréktáncolni. Később kiábrándult ebből a műfajból, mivel az kezdett egyre elterjedtebbé válni, és a zenei önkifejezés egy merőben más műfajára tért át. Gitártudása, valamint erős politikai töltetű neveltetése vezette a punk felé. Tizenkét évesen megalapította első együttesét, a Die Kindert. 
A nyolcvanas években Nyugat-Berlin volt az európai klubkultúra egyik legfontosabb fellegvára. Ebben a különös, pulzáló városban együtt élt a mainstream újhullám, a punk, a kezdődő techno, mindez kiegészülve a radikális szélsőballal, az anarchistákkal, a házfoglalásokkal, az induló zöldmozgalmakkal és a globális társadalomkritikával. Alec Empire szinte az anyatejjel szívta magába ezt a légkört, és már 16 évesen elmondhatta magáról, hogy végleg kiábrándult a punkból - legalábbis annak oldschool változatából.
A Die Kinderből való kiválása után klasszikus zenét hallgatott, valamint elektronikus hangszereken kísérletezett. A ’90-es évek elején LX Empire néven jelentetett meg lemezeket, az általa „névtelen DJ zene” néven aposztrofált műfajban. 1991-ben, Hanin Eliasszal közös franciaországi koncertkörútja alkalmával felkeltette Ian Pooley menedzser figyelmét, aki a Force Inc. lemezkiadónál szerződést ajánlott neki.

## Az ATR-korszak kezdete
Persze a punk attitűd és a politikus-anarchisztikus hajlam továbbra is megmaradt. A nyolcvanas-kilencvenes évek fordulóján Wilkét a rave mozgalom rántotta magába, amelynek az újraegyesülő Berlin volt az egyik legfontosabb központja. Később visszatért a punk-gyökerekhez, de immár elektronikus alapokon, és megalakította a kilencvenes évek egyik legismertebb elektronikus underground zenekarát, az Atari Teenage Riotot. Az ATR zeneileg és ideológiailag a japán-német-amerikai zenész- és producerlány, Nic Endo érkezésével jutott el a csúcsra. Punk, funky és breakbeat ötvöződött a legsúlyosabb ipari és noise-effektekkel, mindehhez kegyetlen, politikus, társadalomkritikus szövegek, a kompromisszumok teljes hiánya társult. Nem csoda, hogy az ATR és maga Alec Empire hamar kultikus hőssé vált mind a berlini anarchisták, mind az underground noise-hívők szemében, különösen az után, hogy Alec az ATR mellett saját szólókarrierjét is építgetni kezdte.

## Szólókarrier
1992-ben jelent meg első önálló nagylemeze, a SuEcide (Öngyilkosság). 1996-ban kiadta saját kiadójánál az első, összességében az ötödik albumát, amely a The Destroyer (A pusztító) címet viselte. Ez a lemez nem csak azért jelent áttörést Alec Empire karrierjében, mert ezen a lemezen jelentek meg addig csak kísérleti szinten alkalmazott zenei jegyek, hanem mert itt találta meg az igazi hangját, amelyet dühös, vad rock and roll és punk, túlvezérelt gitár- és szintetizátorfutamok, brutális, ipari dobalapok, szuiciditás, lázadás, rombolás, anarchisztikus szövegek jellemeznek, és amely ezutáni összes lemezén visszaköszön. Rengeteg remixet készített, példaértékű ezek közül az 1999-ben kiadott Alec Empire vs. Elvis Presley album is: ezen a lemezen Elvis Presley dalait ötvözi a legkeményebb digital hardcore elemekkel.

## Az ATR után
2000-ben az együttes másik férfi tagja, Carl Crack kábítószer-túladagolásban elhunyt, ezután feloszlott az Atari Teenage Riot, bár Alec Empire és Nic Endo munkakapcsolata a mai napig tart. 2001-ben kiadta Intelligence and Sacrifice (Értelem és áldozat) című, két CD-ből álló nagylemezét, amelyet ekképpen jellemzett: „úgy érzem, ez az első igazi albumom“. 2007-ben újabb nagylemezzel jelentkezett, amely már a tizennyolcadik volt karrierje során. A The Golden Foretaste of Heaven (A menny arany előérzete) címet viselő nagylemez koncertkörútjára külön zenekart alapítottak Nic Endóval közösen, amely a The Hellish Vortex (Pokoli örvény) nevet kapta. Empire azt mondta, hogy a Golden Forestate of Heaven egyfajta „visszatérés a gyökerekhez“, ahhoz a fortyogó, kavargó underground szubkultúrához, ahonnan még a kilencvenes évek elején elindult.

## Egyéb művésznevei
- Alec Minus Empire
- Alexander Wilke
- Death Funk
- DJ 6666 feat. The Illegals
- DJ Mowgly
- E.C.P.
- Jaguar
- LX Empire
- Naomi Campbell
- Nero
- Nintendo Teenage Robots
- P.J.P.
- Richard Benson
- Unser Herr Schlampig
- Wipe Out

## Nagylemezei
- 1992 – SuEcide Pt.1 & Pt.2
- 1994 – Limited Editions 1990–94 (Mille Plateaux/ Geist Records UK)
- 1994 – Generation Star Wars (Mille Plateaux/ Geist Records UK)
- 1995 – Low On Ice (Mille Plateaux Records)
- 1995 – Atari Teenage Riot – Delete Yourself (Digital Hardcore Rec./ Intercord)
- 1996 – Hypermodern Jazz 2000.5 (Mille Plateaux/ Geist Records UK)
- 1996 – The Destroyer (Digital Hardcore Recordings)
- 1996 – Les Etoiles Des Filles Mortes (Mille Plateaux/ Geist Records UK)
- 1996 – Berlin Sky (Analogue Records USA)
- 1997 – Atari Teenage Riot – Burn Berlin Burn (Grand Royal USA/ DHR)
- 1997 – Squeeze The Trigger (DHR UK)
- 1998 – Miss Black America (DHR UK)
- 1999 – Atari Teenage Riot – 60 Second Wipe Out (Elektra Records USA/ DHR)
- 1999 – Nintendo Teenage Robots – We Punk Einheit (DHR Limited)
- 1999 – Alec Empire vs. Elvis Presley Bootleg (El Turco Loco)
- 2001 – Intelligence & Sacrifice (Beat Ink. Japan)
- 2002 – Intelligence & Sacrifice (Digital Hardcore Recordings/ Zomba Records)
- 2002 – Redefine The Enemy (DVD)
- 2003 – Alec Empire & Merzbow live at CBGBs New York (Digital Hardcore Recordings)
- 2003 – The CD2 Sessions Live in London (Digital Hardcore Recordings)
- 2005 – Futurist (Digital Hardcore Recordings / Beat Inc. Japan)
- 2006 – Atari Teenage Riot – Atari Teenage Riot, Digital Hardcore Recordings
- 2007 – Alec Empire – The Golden Foretaste of Heaven Eat Your Heart Out Records/ Beat Ink Japan
- 2008 – Alec Empire – The Golden Foretaste of Heaven Eat Your Heart Out Records/ Rough Trade Records

## Filmszerepei, filmzenéi
- „Spawn - Az ivadék“ (USA, 1997)
- „Spermafióka“ (USA, 1998)
- „Modulations“ (USA, 1998)
- „Hurricane Streets“ (USA, 1999)
- „Buddyhead Presents: Punk Is Dead“ (USA, 2005)
- „Threat“ (USA, 2000, Re-Release 2006)
- „Halálos iramban: Tokiói hajsza“ (USA, 2006)
- „Monks – The Transatlantic feedback“ (USA, Spanyolország, Németország, 2006)
- „Durch die Nacht mit…“ (Episode Arte TV, 2008)
- „Atari Teenage Riot / Alec Empire: 16 Years of Videomaterial“ (DVD, USA, Japán, EU, 2008)
- „224466“ (Japán, 2008)
- „Slumber Party Slaughterhouse" (USA, 2008)
- „Káosznapok“ (Németország, 2008)